# Microbothriophylax
Microbothriophylax is een geslacht van rechtvleugeligen uit de familie mierenkrekels (Myrmecophilidae). De wetenschappelijke naam van dit geslacht is voor het eerst geldig gepubliceerd in 1993 door Gorochov.

## Soorten
Het geslacht Microbothriophylax  is monotypisch en omvat slechts de volgende soort:
- Microbothriophylax mica (Gorochov, 1993)